# 1971
1971 (MCMLXXI) je bilo navadno leto, ki se je po gregorijanskem koledarju začelo na petek.

## Dogodki
- 15. januar - uradno odprtje asuanskega visokega jezu na Nilu v Egiptu.
- 25. januar - Idi Amin izvede državni udar v Ugandi in odstavi dotakratnega predsednika Miltona Oboteja.
- 31. januar – 5. februar - program Apollo: astronavti Alan Shepard, Stuart Roosa in Edgar Mitchell izvedejo tretji uspešen pristanek na Luni v sklopu odprave Apollo 14.
- 7. februar - Władysław Gomułka je izključen iz Komunistične stranke Poljske zaradi nasilnega zatrtja delavskih uporov prejšnjega decembra.
- 13. februar - južnovietnamske sile z ameriško podporo vdrejo v Laos.
- 8. marec - Joe Frazier premaga dotlej nepremaganega Muhammada Alija v boksarskem »dvoboju stoletja«.
- 23. marec - general Alejandro Agustín Lanusse pride z državnim udarom na oblast v Argentini.
- 26. marec - predstavnik Lige Avami razlasi neodvisnost Vzhodnega Pakistana (danes Bangladeš).
- 19. april - Sovjetska zveza izstreli Saljut 1, prvo vesoljsko postajo.
- 24. april - pol milijona ljudi protestira v Washingtonu in še 125.000 v San Franciscu proti vietnamski vojni.
- 22. maj - v močnem potresu, ki prizadene mesto Bingöl v Turčiji, umre 1000 ljudi.
- 23. maj - v strmoglavljenju Aviogenexovega potniškega letala Tupoljev 134A na letališču Reka umre 78 potnikov in članov posadke.
- 30. maj - NASA izstreli medplanetarno vesoljsko sondo Mariner 9 proti Marsu
- 13. junij - New York Times prične z objavo zaupne študije ameriškega ministrstva za obrambo, ki razkrije sistematično zavajanje javnosti o ciljih vietnamske vojne.
- 30. junij - zaradi okvare kapsule ob povratku z vesoljske postaje Saljut 1 umre celotna posadka odprave Sojuz 11.
- 4. julij - Michael S. Hart objavi prvo elektronsko knjigo, deklaracijo neodvisnosti ZDA na univerzitetnem strežniku - začetek Projekta Gutenberg.
- 17. julij - Italija in Avstrija sporazumno končata spor o Južni Tirolski.
- 31. julij - astronavta odprave Apollo 15, David Scott in James Irwin, se kot prva človeka popeljeta po površju Lune v vozilu - lunarnem roverju.
- 15. avgust - Bahrajn postane neodvisna država.
- 3. september - Katar razglasi neodvisnost od Združenega kraljestva.
- 29. september - ciklon prizadene indijsko zvezno državo Orisa in zahteva 10.000 žrtev.
- 25. oktober - Generalna skupščina OZN prizna Ljudsko republiko Kitajsko in izključi Republiko Kitajsko (Tajvan).
- 27. oktober - Demokratična republika Kongo se preimenuje v Zair.
- 10. november - Rdeči Kmeri napadejo letališče v Phnom Penhu.
- 15. november - podjetje Intel izdela Intel 4004, prvi mikroprocesor na svetu.
- 2. december - šest zalivskih emiratov se združi v Združene arabske emirate.
- 3. december - z napadom pakistanskih zračnih sil na indijske letalske baze se začne indo-pakistanska vojna.
- 4. december - med koncertom Franka Zappe pogori kazino v Montreuxu, kar kasneje Deep Purple opevajo v svoji slavni skladbi »Smoke on the Water«.
- 16. december - s predajo pakistanske vojske se konča bangladeška osamosvojitvena vojna.
- 24. december - Giovanni Leone je izvoljen za predsednika Italije.

## Rojstva
- 1. januar - Tonček Kregar, slovenski glasbenik in zgodovinar
- 14. januar - Lasse Kjus, norveški alpski smučar
- 1. februar - Zlatko Zahovič, slovenski nogometaš
- 26. februar - Erykah Badu, afroameriška pevka
- 8. marec - Jason Slater, ameriški basist († 2020)
- 20. marec - Marko Diaci, slovenski ekonomist in politik
- 21. marec - Jure Sešek, slovenski radijski in televizijski voditelj, igralec ter glasbenik
- 27. marec - David Coulthard, britanski dirkač Formule 1
- 5. april - Kim Soo-Nyung, južnokorejska lokostrelka
- 9. april - Jacques Villeneuve, kanadski dirkač Formule 1
- 16. april - Selena, ameriška pevka († 1995)
- 21. april - Mojca Senegačnik, slovenska akademska slikarka
- 9. maj - Tanja Fajon, slovenska političarka in nekdanja novinarka
- 16. maj - 
  - Cate Blanchett, avstralska igralka
  - Roman Pungartnik, slovenski rokometaš
- 19. maj - Lucija Stupica, slovenska pesnica
- 2. junij - Polona Juh, slovenska igralka
- 16. junij - Tupac Shakur, ameriški raper († 1996)
- 23. junij - Andreja Potisk Ribič, slovenska alpska smučarka
- 27. junij - kralj Dipendra Nepalski († 2001)
- 28. junij - Elon Musk, južnoafriško-kanadsko-ameriški inženir, programer in podjetnik
- 3. julij - Julian Assange, avstralski publicist, novinar in aktivist
- 17. julij - 
  - Dušan Bavdek, slovenski skladatelj in pedagog
  - Cory Doctorow, kanadski publicist in aktivist
- 24. julij - Dino Baggio, italijanski nogometaš
- 7. avgust - Sydney Penny, ameriška igralka
- 12. avgust - Pete Sampras, ameriški tenisač
- 2. september - Kjetil André Aamodt, norveški alpski smučar
- 6. september - Dolores O'Riordan, irska pevka
- 13. september - Goran Ivanišević, hrvaški tenisač
- 18. september - 
  - Anna Netrebko, ruska sopranistka
  - Lance Armstrong, ameriški kolesar
- 22. september - Princesa Marta Ludovika Norveška
- 13. oktober - Sacha Baron Cohen, britanski igralec in komik
- 20. oktober - Snoop Dogg, ameriški raper
- 29. oktober - Winona Ryder, ameriška igralka
- 12. november - Mitja Kunc, slovenski alpski smučar
- 16. november - Aleksander Popov, ruski plavalec
- 21. november - Aljoša Deferri, slovenski klarinetist
- 15. december - Lotos Vincenc Šparovec, slovenski igralec in vojaški časnik
- 18. december - Arantxa Sánchez Vicario, španska tenisačica
- 23. december - Matej Lahovnik, slovenski politik in ekonomist
- 25. december - Dido, angleška pevka
- 26. december - Jared Leto, ameriški igralec

## Smrti
- 10. januar - Gabrielle Chanel, francoska modna oblikovalka (* 1883)
- 16. januar - Philippe Thys, belgijski kolesar (* 1890)
- 27. januar - Jacobo Árbenz Guzmán, gvatemalski častnik in politik (* 1913)
- 25. februar - Theodor Svedberg, švedski kemik, nobelovec (* 1884)
- 26. februar - Fernandel, francoski gledališki in filmski igralec ter komik (* 1903)
- 11. marec - Charlie D. Broad, ameriški filozof (* 1887)
- 6. april - Igor Stravinski, rusko-ameriški skladatelj (* 1882)
- 12. april - Igor Tamm, ruski fizik, nobelovec (* 1895)
- 25. maj - Vera Albreht, slovenska pesnica, pisateljica, publicistka in prevajalka (* 1895
- 1. junij - Reinhold Niebuhr, ameriški protestantski teolog (* 1892)
- 4. junij - György Lukács, madžarski marksistični filozof in literarni kritik (* 1885)
- 18. junij - Paul Karrer, švicarski kemik, nobelovec (* 1889)
- 21. junij - Sukarno, indonezijski politik (* 1901)
- 25. junij - John Boyd Orr, škotski fizik in biolog, nobelovec (* 1880)
- 30. junij - Leonid Pitamic, slovenski pravnik, diplomat in prevajalec (* 1885)
- 1. julij - William Lawrence Bragg, britanski fizik, nobelovec (* 1890)
- 3. julij - Jim Morrison, ameriški glasbenik (* 1943)
- 6. julij - Louis Armstrong, ameriški trobentar (* 1901)
- 16. avgust - Wilhelm List, nemški feldmaršal (* 1880)
- 11. september - Nikita Hruščov, sovjetski politik (* 1894)
- 13. september - Lin Biao, kitajski general (* 1907)
- 21. september - Bernardo Houssay, argentinski fiziolog, nobelovec (* 1887)
- 12. oktober - Dean Gooderham Acheson, ameriški politik in pravnik (* 1893)
- 29. oktober - Arne Tiselius, švedski biokemik, nobelovec (* 1902)
- 16. november - Edie Sedgwick, ameriška igralka in fotomodel (* 1943)
- 11. december - Maurice McDonald, ameriški poslovnež (* 1902)

## Nobelove nagrade
- Fizika - Dennis Gabor
- Kemija - Gerhard Herzberg
- Fiziologija ali medicina - Earl Wilbur Sutherland Jr.
- Književnost - Pablo Neruda
- Mir - Willy Brandt
- Ekonomija - Simon Kuznets